# Rosa Luxemburg
(Rosa Luxemburg, Juniusbroschüre)
Rosa Luxemburg (in polacco Róża Luksemburg; Zamość, 5 marzo 1871 – Berlino, 15 gennaio 1919) è stata una filosofa, economista, politica e rivoluzionaria polacca naturalizzata tedesca.
Fiera propugnatrice del socialismo rivoluzionario e tra le principali teoriche marxiste in Germania, in vita s'oppose strenuamente tanto all'approccio politico moderato e tendenzialmente revisionista del Partito Socialdemocratico di Germania e della II Internazionale (dei quali fu a lungo un'esponente di spicco), quanto al centralismo democratico propugnato da Lenin e, di conseguenza, alla prassi rivoluzionaria dei bolscevichi, contro cui rivendicò invece l'importanza del mantenimento delle libertà fondamentali. 
Fondò, con Karl Liebknecht, la Lega Spartachista, resasi protagonista nel gennaio del 1919 di un'insurrezione armata contro l'appena costituitasi Repubblica di Weimar, nel corso della quale lei e lo stesso Liebknecht persero la vita per mano dei Freikorps, gruppi paramilitari di ex-combattenti della Grande Guerra impiegati dallo stesso governo socialdemocratico allora al potere per reprimere i rivoltosi.

## Biografia

### La prima giovinezza
(J. Mill, Pionern un boyer, I, p. 167)

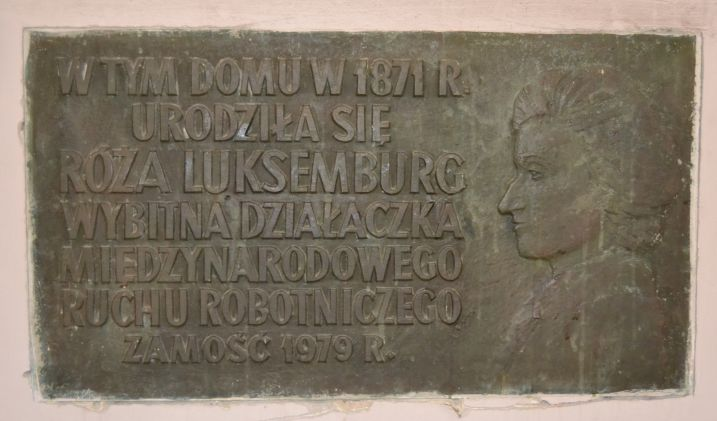
Targa sulla casa natale a Zamość.

Rosa Luxemburg nacque a Zamość, una cittadina del voivodato di Lublino, nell'allora Nazione della Vistola (nome assunto, in seguito alla fallita Rivoluzione Cadetta del 1830-1831, dal Regno di Polonia, quando i suoi voivodati vennero definitivamente annessi all'effettivo dell'Impero russo), il 5 marzo del 1871 in un'agiata famiglia ebraica ashkenazita, ultimogenita dei cinque figli di Eliasz Luksemburg (1830-1900), un commerciante di legname, e di Line Löwenstein (1835-1897). Benché la città di Zamość vantasse una considerevole e florida comunità ebraica (un terzo dei suoi abitanti erano appunto ebrei), i genitori non v'intrattenevano particolari rapporti e in casa infatti i Luxemburg, che non erano di madrelingua yiddish, bensì polacca, parlavano oltre l'idioma natìo il tedesco ed il russo, quest'ultima lingua ufficiale dello Stato. Il padre, dalle idee politiche liberali, era stato istruito in Germania, mentre la madre, piuttosto religiosa e conservatrice, oltre allo studio della Torah, amava i grandi classici della letteratura polacca e tedesca, in particolar modo l'opera di Mickiewicz e di Schiller.

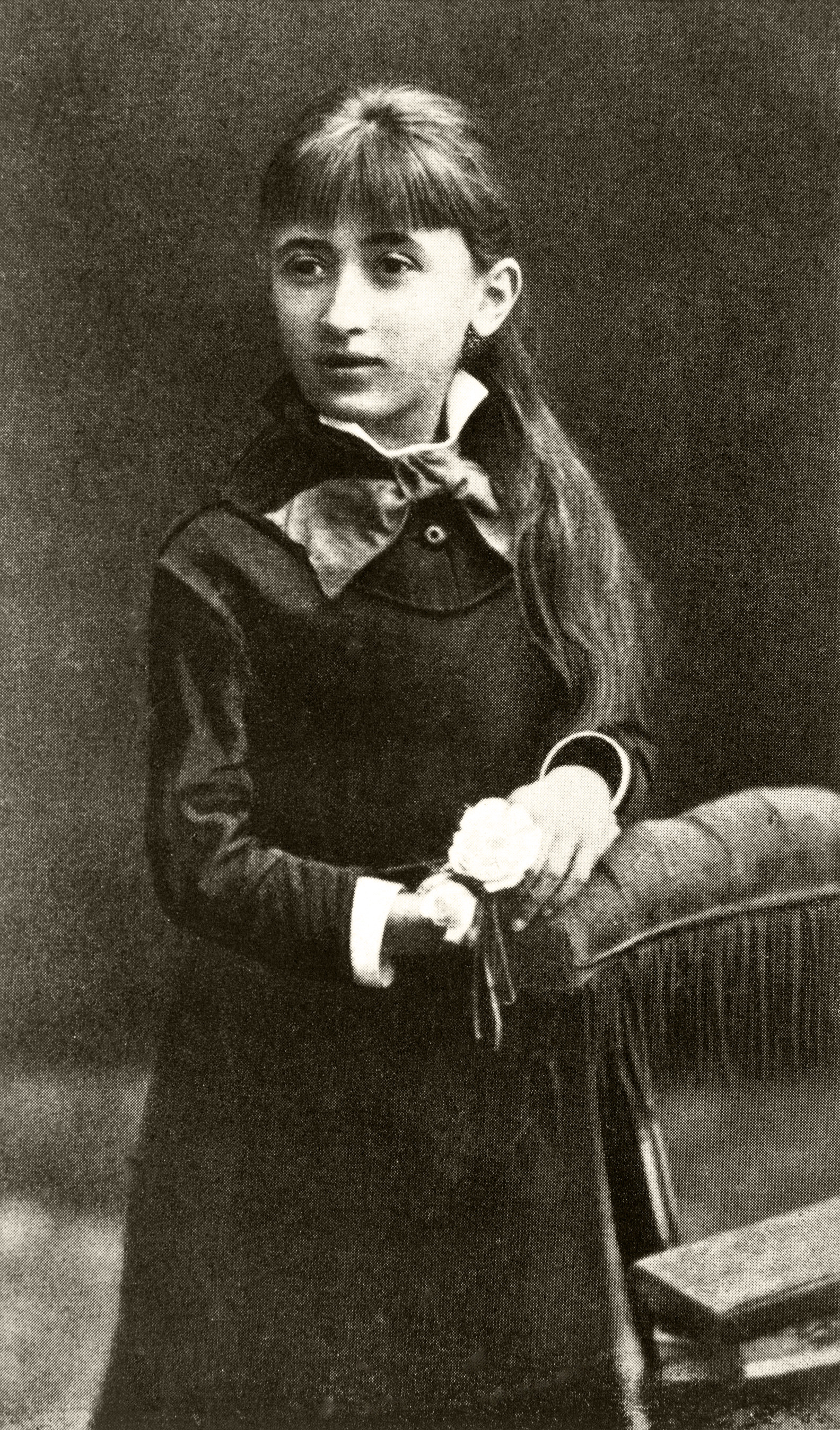
Rosa Luxemburg dodicenne nel 1883.

Nel 1873, la famiglia Luxemburg si trasferì a Varsavia dove, poco tempo dopo, Rosa fu colpita da una malattia che le procurò una deformazione all'anca che la costrinse a zoppicare per tutta la vita. Imparò ben presto a leggere e scrivere da sola e, nel 1884, fu iscritta al Secondo Liceo femminile. Durante questi anni, entrò a far parte del gruppo rivoluzionario clandestino Proletariat che, già dissoltosi a causa dell'incessante repressione zarista del 1886, era stato ricostituito da Marcin Kasprzak, un operaio socialdemocratico. Le idee politiche di Rosa Luxemburg non passarono inosservate se nel 1887, a conclusione degli studi, il consiglio d'istituto le negò «a causa del suo atteggiamento ribelle nei confronti delle autorità» la medaglia d'oro che avrebbe sicuramente meritato per il suo eccellente percorso accademico.
Nei due anni successivi, incominciò a studiare le opere di Marx ed Engels, mentre in Polonia aumentavano gli scioperi e le manifestazioni operaie. Il Proletariat e l'Unione dei lavoratori polacchi, altro gruppo di opposizione fondato nel 1889, vennero decimati dai molteplici arresti, che minacciarono anche Rosa Luxemburg. Nel 1889, lasciò Varsavia e, con l'aiuto di Kasprzak, riuscì a superare la frontiera austro-ungarica nascosta in un carro da fieno. Si stabilì in Svizzera, a Zurigo e, l'anno seguente, s'iscrisse alla Facoltà di filosofia, seguendo anche corsi di matematica e di scienze naturali. In effetti era anche un'appassionata botanica dilettante, amava la natura e gli animali, e la bellezza in ogni sua forma:
Nel 1892 s'iscrisse alla Facoltà di giurisprudenza, presso cui si laureò nel 1897 con la tesi Die industrielle Entwicklung Polens ("Lo sviluppo industriale della Polonia"), pubblicata a Lipsia l'anno successivo. Nel sostenere che lo sviluppo economico della Polonia era da cinquant'anni strettamente dipendente dal mercato russo, Rosa Luxemburg si opponeva alle rivendicazioni politiche dei nazionalisti polacchi. Divenne atea, a seguito della sua adesione al marxismo.

### La fondazione della SDKP

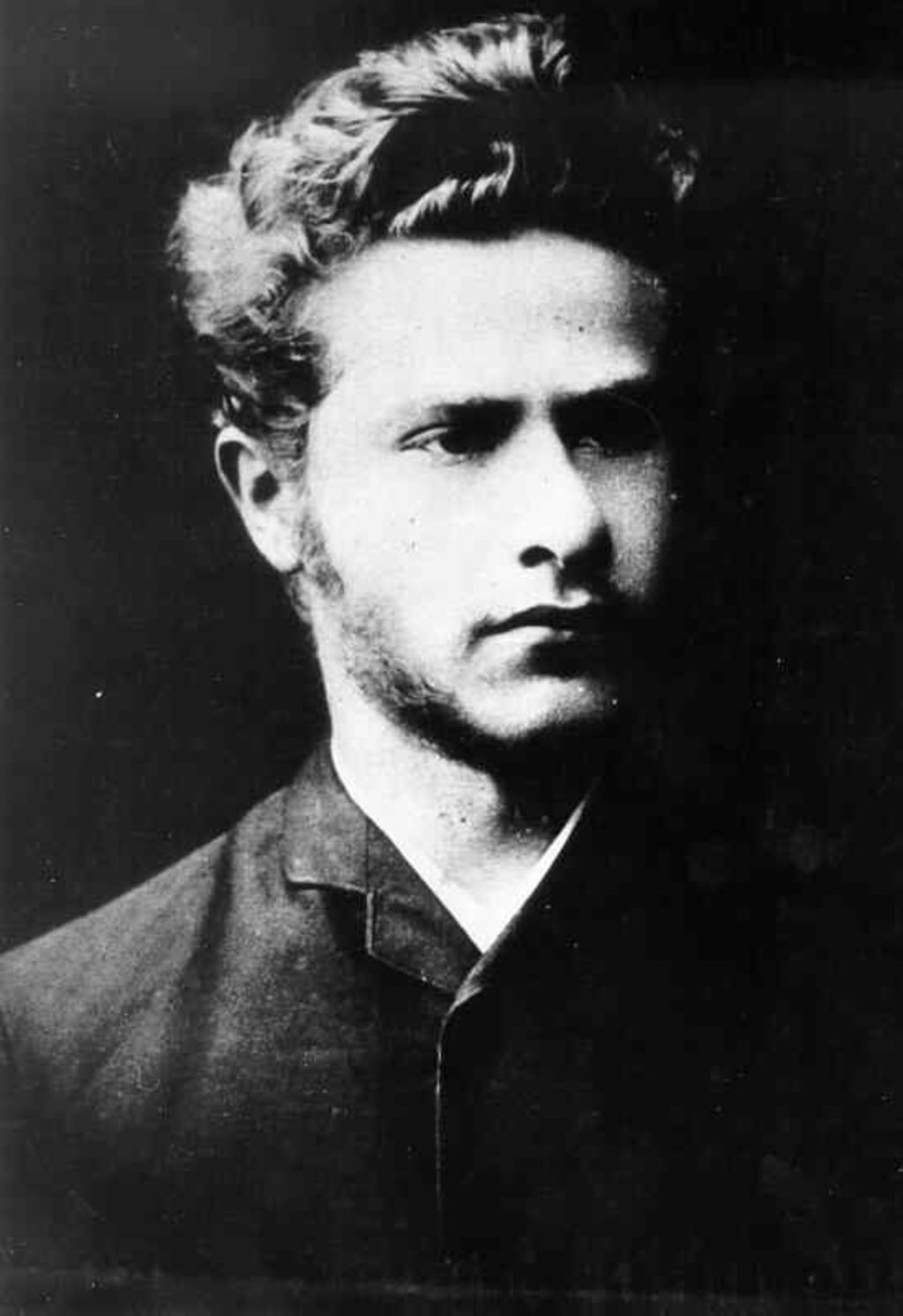
Leo Jogiches.

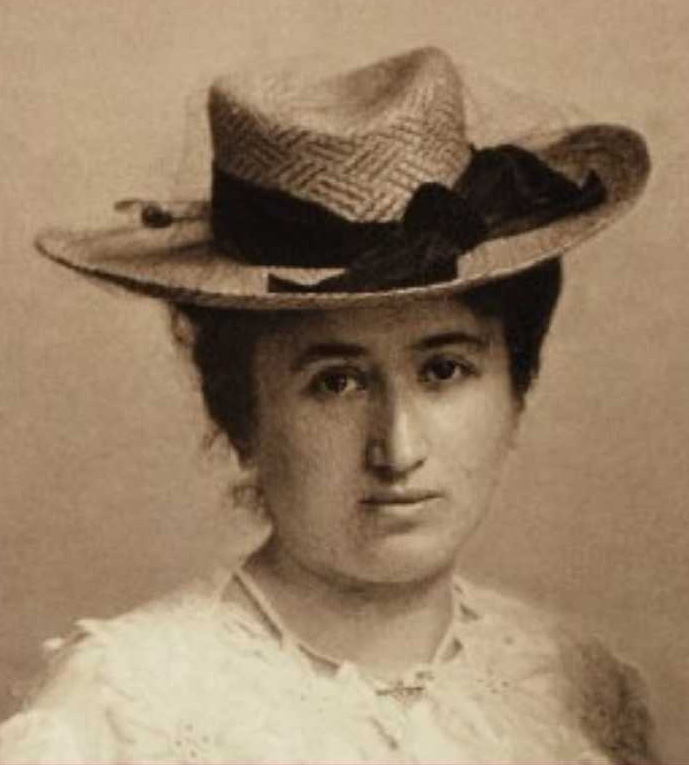
Rosa Luxemburg nel 1895.

Nel 1890 Rosa aveva conosciuto Leo Jogiches, un rivoluzionario di Vilnius fuggito a Zurigo. I due s'innamorarono e la loro relazione durò fino al 1907. Buon organizzatore, Jogiches si dedicò alla pubblicazione e diffusione di letteratura marxista in Polonia. Nel 1892 tradusse in polacco e pubblicò, senza autorizzazione, alcuni discorsi di Plechanov, facendoli precedere da una introduzione di Rosa Luxemburg e attirandosi l'odio aperto del teorico russo. In occasione della fondazione del Partito socialista polacco (PPS) Jogiches finanziò la rivista «Sprawa Robotnicza» (La Causa operaia), apparsa a Parigi nel luglio 1893, della quale la Luxemburg fu l'animatrice, dirigendola a partire dal 1894 con lo pseudonimo di R. Kruszyńska.
La linea politica della «Sprawa Robotnicza» era in contrasto con il programma del PPS. L'obiettivo era la crescita del movimento socialista polacco in unione con la classe operaia russa, attraverso la lotta contro il capitalismo e l'abbattimento dell'autocrazia zarista, senza accennare alla questione dell'indipendenza della Polonia, che era invece un elemento fondante del PPS. Il conflitto emerse con asprezza al III Congresso dell'Internazionale socialista, tenuto a Zurigo dal 6 al 12 agosto 1893. Il gruppo di «Sprawa Robotnicza» volle parteciparvi come frazione del Partito socialista polacco, suscitando le proteste dei delegati del PPS che, sostenuti da Plechanov, chiesero e ottennero, seppure di misura, l'invalidazione del mandato rilasciato a Rosa Luxemburg.
Sfumata ogni possibilità di convivenza con il PPS, Luxemburg, Jogiches, Marchlewski e Warszawski decisero di fondare la SDKP, ovvero la Socjaldemokracja Królestwa Polskiego (Socialdemocrazia del Regno di Polonia) la cui costituzione ufficiale si tenne in clandestinità a Varsavia nel marzo 1894, in assenza dei suoi ispiratori. Il suo organo ufficiale era la «Sprawa Robotnicza» e l'obiettivo a breve termine una costituzione democratica per l'intero Impero russo con una autonomia territoriale per la Polonia, attraverso la collaborazione con i socialdemocratici russi. L'indipendenza della Polonia veniva respinta in quanto «illusione destinata a distogliere i lavoratori dalla lotta di classe», e questo valeva sia per le consistenti minoranze polacche presenti in Germania e nell'Impero asburgico, quanto per il movimento socialista ebraico, di forte tendenza autonomista, che avrebbero dovuto tutti collaborare con i rispettivi partiti socialisti.

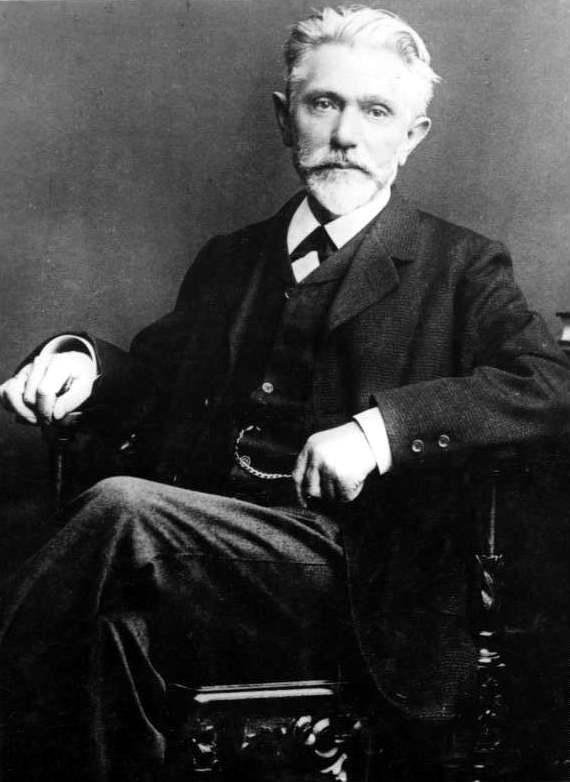
August Bebel.

Tali idee furono da lei ribadite nell'opuscolo La Polonia indipendente e la causa operaia, pubblicato a Parigi nel 1895, e rielaborate nel 1896 per la pubblicazione di più articoli sulla «Neue Zeit» di Kautsky e sulla «Critica Sociale» di Turati. Lo spunto dell'iniziativa era costituito dalla prossima apertura del IV Congresso dell'Internazionale, nel quale il PPS avrebbe contestato la presenza della SDKP e presentato una risoluzione per il riconoscimento dell'indipendenza della Polonia. Rosa Luxemburg presentò al Congresso una mozione opposta, nella quale negava che un programma socialista potesse accogliere temi nazionalistici. Il Congresso, che riconobbe la SDKP quale membro dell'Internazionale, scelse una soluzione di compromesso, nella quale si riconosceva il diritto all'auto-determinazione dei popoli, restando «la liquidazione del capitalismo internazionale» il fine dei partiti socialisti.
Rosa Luxemburg non trattava la questione del nazionalismo come un problema astratto. Nella Polonia russa come nell'Alsazia tedesca, lo sviluppo del capitalismo incoraggiava il processo d'assimilazione dei paesi annessi ai paesi dominanti, condannando all'impotenza le tendenze separatiste, ed era interesse del movimento operaio unire le sue forze e non disperderle in lotte nazionali. Opposto era invece il caso dell'Impero ottomano, le cui strutture feudali frenavano il progresso del capitalismo.
Luxemburg guardava con favore alla liberazione dei paesi cristiani dal dominio turco, che avrebbe favorito il loro sviluppo economico e la nascita di un movimento operaio.
Per continuare la sua battaglia contro il PPS e il nazionalismo polacco Rosa Luxemburg decise di trasferirsi in Germania, entrando nel più grande e meglio organizzato partito socialista d'Europa che vantava di essere il custode, con Kautsky, Bebel e Liebknecht, dell'interpretazione autentica del pensiero di Marx ed Engels. Difficilmente le autorità del Reich concedevano il permesso di residenza ai socialisti, considerati poco meno che criminali, e Rosa aggirò l'ostacolo sposando un cittadino tedesco. La sua amica Olympia Lübeck le trovò la persona adatta nel figlio Gustav, che accettò il matrimonio, del tutto fittizio, celebrato nel municipio di Basilea nella primavera del 1897. L'anno dopo, il 16 maggio 1898, Rosa Luxemburg si stabilì a Berlino.

### Contro il revisionismo

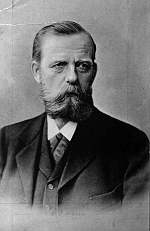
Ignaz Auer.

Incontrò il 24 maggio il segretario della SPD Ignaz Auer, mettendosi a disposizione per la campagna elettorale da condurre nella Slesia, terra di alta presenza polacca. Dal 2 giugno tiene comizi davanti agli operai polacchi di Breslavia, Legnica, Złotoryja, Chorzów. Le elezioni, come in tutta la Germania, segnarono una nuova avanzata del partito e Rosa era soddisfatta anche di sé: «salgo sulla tribuna come se non avessi fatto altro negli ultimi vent'anni», scrisse a Jogiches il 28 giugno. La sua popolarità era crescente e sia dalla «Leipziger Volkszeitung» sia dalla «Sächsische Arbeiterzeitung» di Dresda le vennero richieste di collaborazione.
Dalla fine del 1896 il dirigente socialdemocratico tedesco Eduard Bernstein, in esilio nel Regno Unito da quasi vent'anni, aveva fatto comparire sulla «Neue Zeit» una serie di articoli nei quali, partendo dal fatto che da due decenni non si verificavano in Europa crisi economiche, aveva giudicato superate molte indicazioni di Marx e indicato nelle riforme approvate per via parlamentare la strada di un continuo progresso democratico, realizzato con la collaborazione delle classi attraverso un'alleanza tra partiti socialisti e liberali, che avrebbe dunque condotto al socialismo evitando la fase rivoluzionaria. Per più di un anno le tesi di Bernstein erano passate inosservate, finché non erano state violentemente attaccate da Parvus, caporedattore della «Sächsische Arbeiterzeitung».
Rosa Luxemburg intervenne contro le tesi revisionistiche di Bernstein in due serie di articoli pubblicati sulla «Leipziger Volkszeitung», la prima serie nel settembre 1898 e la seconda nell'aprile del 1899, non appena Bernstein ebbe pubblicato il suo libro Die Voraussetzungen des Sozialismus (I presupposti del socialismo), una elaborazione dei suoi precedenti articoli. Le crisi - osservava Luxemburg - sono «fenomeni organici inseparabili dall'economia capitalistica», essendo «il solo metodo possibile di risolvere lo iato tra la capacità illimitata d'espansione della produzione e gli stretti limiti del mercato». Le crisi osservate fino agli anni Settanta sarebbero perciò delle crisi di gioventù, in quanto il sistema capitalistico doveva ancora instaurarsi globalmente. Solo allora, quando si sarà verificata l'impossibilità di un'ulteriore espansione dei mercati, il sistema entrerà nel «periodo delle crisi capitalistiche finali».

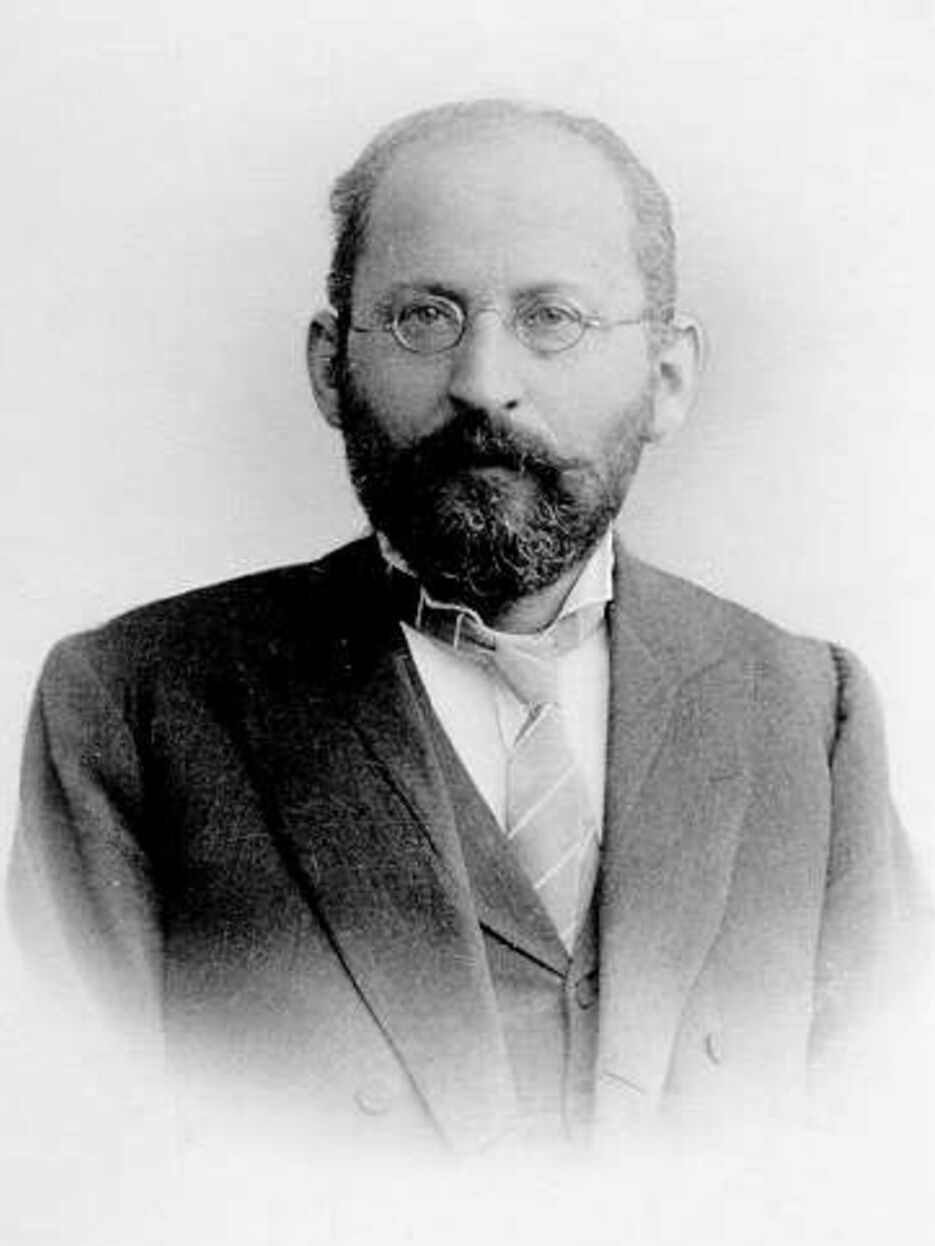
Eduard Bernstein.

Bernstein vedeva nello sviluppo della democrazia liberale, nei sindacati e nelle cooperative la possibilità di un graduale e pacifico passaggio al socialismo. Per la Luxemburg si trattava invece d'una pia illusione, in quanto né il sindacato, il cui raggio d'azione era circoscritto quasi unicamente alle rivendicazioni salariali ed alla concertazione sull'orario di lavoro, né tantomeno le cooperative, impossibilitate dalle proprie intrinseche caratteristiche strutturali ad incidere in maniera significativa sulle dinamiche del mercato, sarebbero state mai in grado da sole di portare a compimento un'evoluzione socialista del sistema di produzione. Quanto alla questione democratica poi, contestava aspramente l'assunto avallato da Bernstein secondo cui essa coinciderebbe con l'instaurarsi d'un sistema politico liberale, asserendo al contrario come il conseguimento della democrazia debba ricercarsi proprio nella dialetticità insita nell'antagonismo tra le formazioni sociali più diverse, concludendo che «nelle società comuniste originarie, negli antichi Stati schiavisti, nei Comuni medievali», e corrispondentemente il capitalismo esiste in differenti forme politiche, dall'assolutismo alla monarchia costituzionale e alla repubblica.
Non esisterebbe dunque alcun nesso fra sviluppo capitalistico e democrazia, e anzi la stessa borghesia potrebbe voler addirittura rinunciare alle conquiste democratiche senza che la macchina dello Stato - amministrazione, finanze, esercito - e la stessa economia abbiano a soffrirne. Attualmente - nota Rosa Luxemburg - lo sviluppo dell'economia e la lotta per la concorrenza sul mercato mondiale hanno fatto del militarismo e del marinismo, in quanto strumenti della politica imperialistica, gli elementi determinanti della vita politica interna ed esterna delle grande potenze. La borghesia si unisce alla reazione sia nella politica estera sia in quella interna, laddove si dichiara spaventata dalle rivendicazioni della classe operaia, il tutto a dispetto dei propositi di Bernstein, che appunto suggerirebbe al proletariato d'abbandonare le proprie aspirazioni socialiste. Così egli stesso dimostrerebbe «quanto poco la democrazia borghese possa essere presupposto necessario e condizione del movimento socialista e della vittoria socialista».
Per la borghesia la democrazia non è strettamente necessaria, a dispetto di quanto lo sia invece per la classe operaia, poiché esercizio dei diritti democratici, suffragio elettorale e autogoverno sono elementi politici attraverso i quali essa «diviene cosciente dei propri interessi di classe e dei propri compiti storici». Al contrario di quanto ritiene Bernstein, la Luxemburg sostiene appunto come la democrazia non renda affatto superflua la rivoluzione proletaria, bensì ineluttabilmente necessaria, proprio come hanno sempre sostenuto Marx ed Engels: «era riservato a Bernstein scambiare il pollaio del parlamentarismo borghese con l'organo competente a realizzare la trasformazione più formidabile della storia mondiale», cioè il passaggio ad una società socialista.
La lotta per le riforme sociali non è perciò da intendersi come una pratica avulsa dal sentiero rivoluzionario, poiché le singole conquiste operaie non sono nient'altro che dei mezzi grazie cui il proletariato possa avvicinarsi al suo vero obiettivo finale, ovverosia «la presa del potere politico e l'abolizione del salariato». La scissione e contrapposizione tra questi due aspetti fondanti della lotta socialista operata da Bernstein, non fa dunque che allontanare il proletariato dalla sua missione storica, intrappolandolo in un circolo vizioso senza vere possibilità d'evoluzione. Lo stesso Bernstein avrebbe candidamente riassunto questo suo punto di vista con la frase Lo scopo finale è nulla, il movimento è tutto. Poste così le cose, sostiene la Luxemburg, non ci sarebbe più alcuna differenza tra la socialdemocrazia operaia ed il radicalismo borghese, ed è proprio in quest'ambiguità che si cela l'essenza dell'opportunismo di Bernstein.

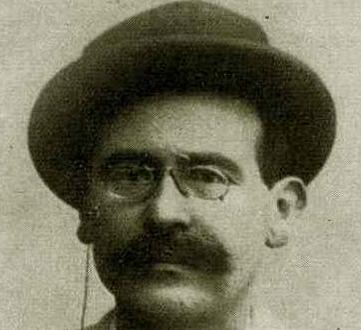
Bruno Schönlank.

Il 25 settembre 1898 Parvus, direttore della «Sächsische Arbeiterzeitung», fu espulso dalla Sassonia e dietro sua richiesta Rosa Luxemburg si trasferì a Dresda a dirigere il quotidiano. In ottobre partecipò a Stoccarda al congresso della SPD, attaccando il revisionismo di Heine e Vollmar, due seguaci di Bernstein. Un altro revisionista, Georg Gradnauer, deputato e redattore dell'organo della SPD «Vorwärts», intervenne dopo il congresso per accusare Clara Zetkin, Mehring e Bebel di aver esasperato il dibattito sul revisionismo, e si ebbe una risposta polemica della Luxemburg dalle colonne della «Sächsische Arbeiterzeitung». La polemica andò avanti per qualche giorno, finché Rosa Luxemburg rifiutò di pubblicare sul suo giornale un nuovo intervento di Gradnauer, che sottopose il caso agli organi direttivi del partito chiedendo sanzioni disciplinari. La Luxemburg, non sostenuta da tutti i suoi redattori, preferì dimettersi il 2 novembre. La direzione del giornale fu assunta da Georg Ledebour e Rosa Luxemburg tornò a Berlino.

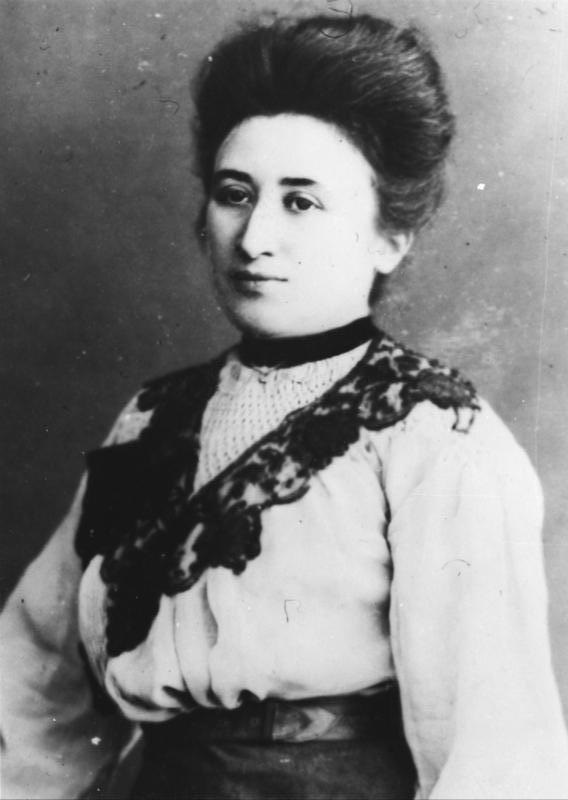
Rosa Luxemburg nel 1915.

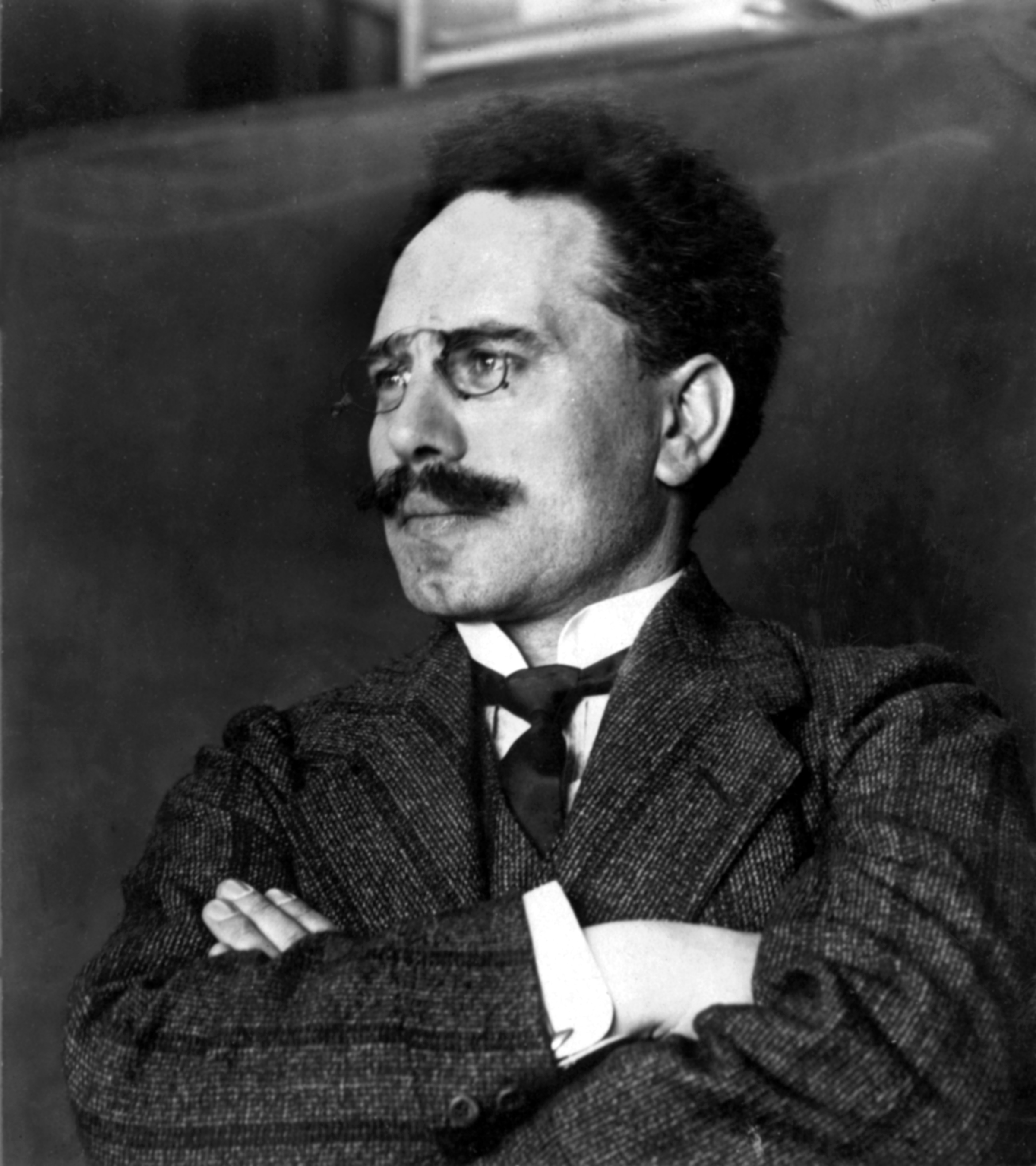
Karl Liebknecht, 1911 circa.

A Berlino affittò un nuovo appartamento non lontano da quello dei coniugi Kautsky, con i quali entrò in relazioni di amicizia. Sulla «Leipziger Volkszeitung» di Bruno Schönlank pubblicò nel febbraio del 1899 una serie di articoli sul militarismo. «Spreco di enormi forze produttive», il militarismo rappresenta «per la classe capitalistica un investimento irrinunciabile sul piano economico e il miglior sostegno della dominazione di classe sul piano sociale e politico». Polemizzando con il revisionista Max Schippel, Rosa Luxemburg insisteva sulla necessità di condurre una lotta politica accanita contro il militarismo, in vista di una trasformazione del tradizionale esercito professionale in milizia popolare.
Per condurre una lotta politica rigorosa occorreva che la SPD si esprimesse in termini chiari e netti attraverso i suoi organi d'informazione, ma il «Vorwärts», il suo quotidiano ufficiale, era a suo avviso incapace di esprimere una qualunque opinione politica. Alla replica di Gradnauer, che le ricordò l'infelice esperienza alla «Sächsische Arbeiterzeitung», Rosa Luxemburg gli rispose con sarcasmo che solo chi ha opinioni può esprimerle: «esistono infatti due specie di organismi viventi, gli uni provvisti di una spina dorsale che camminano e a volte corrono. Gli altri, essendo invertebrati, strisciano o aderiscono».
In settembre divenne vacante un posto alla redazione del «Vorwärts» che Liebknnecht avrebbe voluto che fosse occupato dalla Luxemburg. Opportunamente, Bebel le consigliò di rinunciare a porre la propria candidatura. In ottobre, partecipò al congresso della SPD a Hannover, attaccando il revisionismo di Bernstein e Schippel. Pur ribadendo che il programma di Erfurt restava il fondamento del Partito, il congresso si espresse contro l'espulsione dei revisionisti, con l'accordo di Rosa Luxemburg. In dicembre i socialdemocratici lituani di Feliks Dzeržinskij confluirono nella SDKP, dando vita al nuovo partito della SDKPiL, la Socialdemocrazia del Regno di Polonia e Lituania (Socjaldemokracja Królestwa Polskiego i Litwy).
Fece parte del fronte pacifista all'inizio della prima guerra mondiale e assieme a Karl Liebknecht, nel 1915, creò il Gruppo Internazionale, che sarebbe diventato in seguito la Lega Spartachista. Questa in un primo momento fece parte, quale corrente di sinistra interna, del Partito Socialdemocratico, dopodiché entrò a far parte del Partito Socialdemocratico Indipendente di Germania (nato dalla scissione dei socialdemocratici non favorevoli alle politiche belliche avallate dal SPD una volta giunto al potere), prima di divenire infine il nucleo di quello che diverrà poi il Partito Comunista di Germania.
Il 28 giugno 1916 la Luxemburg, assieme a Karl Liebknecht, venne arrestata dopo il fallimento di uno sciopero internazionale e condannata a due anni di reclusione (dopo essere già stata in carcere per un intero anno a partire dal febbraio 1915). Durante questo lungo periodo scrisse diversi articoli, fra questi: la cosiddetta Juniusbroschüre (1915), che contiene la nota espressione socialismo o barbarie, indicante che nel futuro gli unici sbocchi possibili per l'umanità sarebbero stati l'instaurazione della società socialista o la barbarie; e La Rivoluzione Russa (1918), in cui per prima critica "da sinistra" alcune scelte intraprese dopo i primi mesi di governo dal potere bolscevico (limitazione delle libertà democratiche, scioglimento dell'Assemblea costituente, Terrore, ecc.), vedendovi già il pericolo di una burocratizzazione precoce del processo rivoluzionario e di un'involuzione totalitaria.

### L'assassinio
(Bertolt Brecht, Epitaffio, 1919)

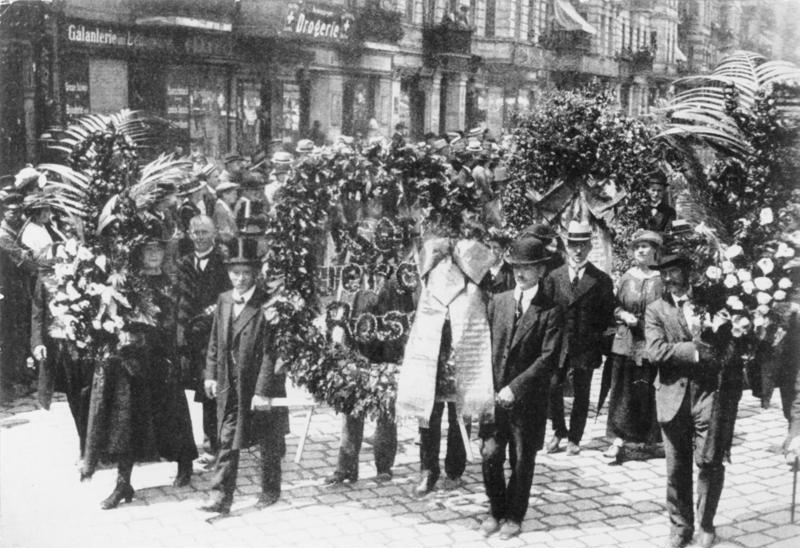
I funerali di Rosa Luxemburg
(13 giugno 1919).

Partecipò alla Rivoluzione tedesca del novembre 1918 e contribuì a fondare il Partito Comunista di Germania, tra il dicembre 1918 e il gennaio 1919. Nel corso della "Rivolta di gennaio", incominciata il 6 di gennaio 1919, il 15 gennaio 1919, venne rapita e in seguito assassinata, insieme con Liebknecht, dai miliziani dei cosiddetti Freikorps, i gruppi paramilitari ingaggiati dal governo del socialdemocratico Friedrich Ebert e, in particolare, dal ministro della Difesa, Noske, anch'egli membro della SPD. Il corpo venne gettato in un canale, recuperato il 31 maggio e sepolto al cimitero centrale di Friedrichsfelde. Nel 1926 a lei, Liebknecht, Jogiches, Mehring e Marchlewski venne dedicato un monumento di Ludwig Mies van der Rohe. Nel 1935 il cimitero fu raso al suolo dai nazisti, e i resti dei sepolti andarono dispersi.
Nel maggio 2009 il settimanale tedesco Der Spiegel ha pubblicato notizia del ritrovamento dei veri resti di Rosa Luxemburg. Secondo il settimanale, il cadavere della Luxemburg si troverebbe presso l'Istituto di medicina legale dell'ospedale Charité di Berlino. Prova ne sarebbe la presenza di una malformazione femorale di cui la Luxemburg soffriva, del tutto assente invece nei resti finora ritenuti autentici. Rosa Luxemburg fu assassinata durante il suo trasporto in carcere e sul corpo recuperato dal canale sorsero molti dubbi circa l'autenticità del riconoscimento a causa delle discordanze anatomiche. Ogni anno a metà gennaio, a Berlino, si tiene una manifestazione per ricordare l'assassinio di Rosa Luxemburg e Karl Liebknecht.

## Opere

### L'accumulazione del capitale
Da molti considerata l'opera più importante di Rosa Luxemburg, L'accumulazione del capitale (1913) è dedicata all'analisi economica dell'imperialismo. Partendo dalla critica degli "schemi della riproduzione allargata" che si trovano nel II libro de Il Capitale di Karl Marx, Rosa Luxemburg intende dimostrare che, in un ambiente puramente capitalistico (cioè in una società composta esclusivamente da capitalisti e da proletari), l'accumulazione del capitale sarebbe impossibile, in quanto in tale ipotesi non potrebbe mai verificarsi la realizzazione del plusvalore, cioè mancherebbe la domanda per la porzione delle merci prodotte il cui valore corrisponde al plusvalore accumulato. Da qui, secondo Rosa Luxemburg, deriva la necessità per l'economia capitalista di cercare al di fuori di sé stessa sempre nuovi acquirenti per le proprie merci.

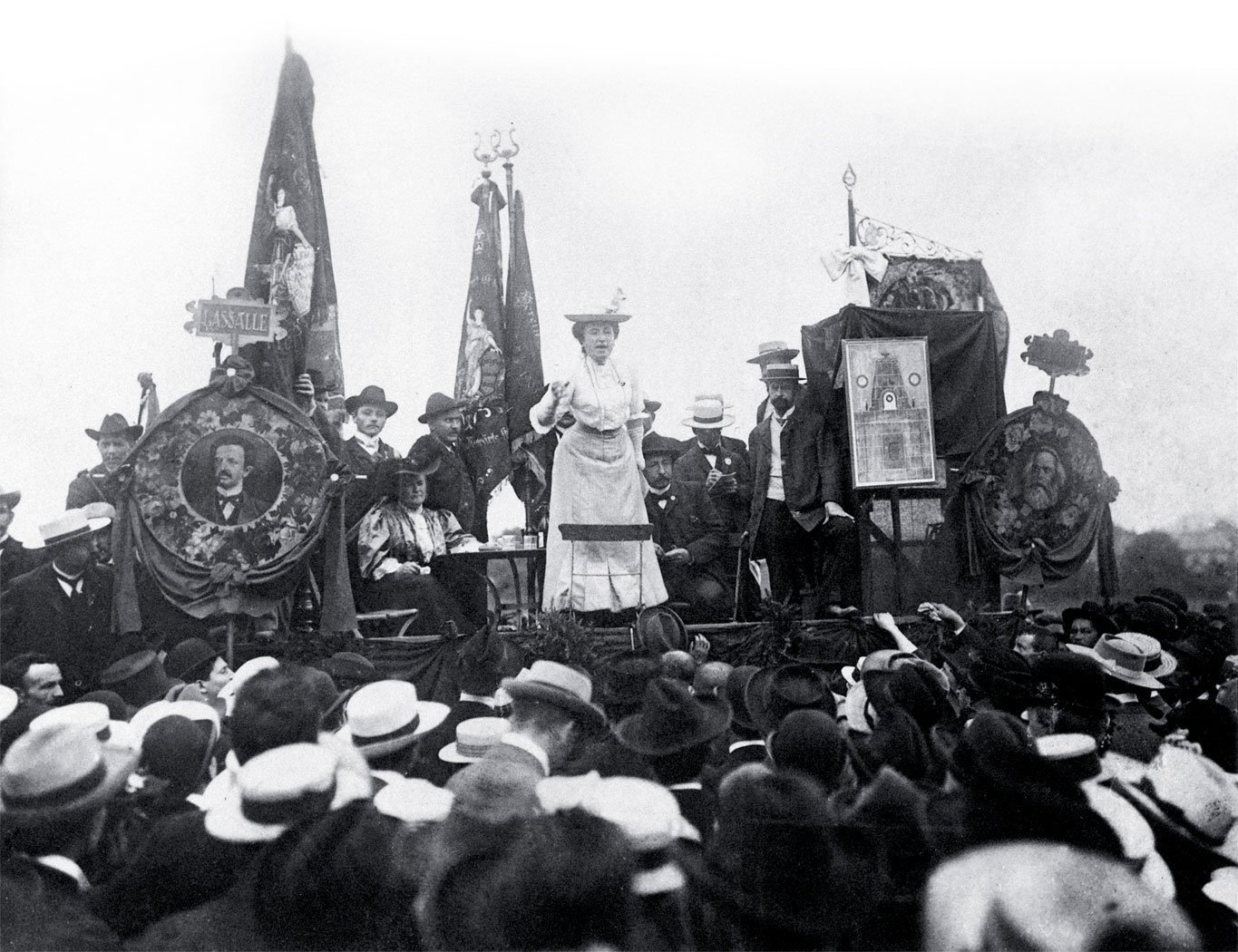
Discorso pubblico di Rosa Luxemburg.

Il capitalismo si procura questi nuovi sbocchi commerciali dapprima all'interno delle stesse nazioni capitalistiche, attraverso lo scambio con la piccola produzione contadina e artigiana. In seguito la crescente necessità di nuovi mercati conduce l'economia capitalistica alla fase dell'imperialismo, caratterizzata dalla lotta degli Stati capitalistici per la conquista di colonie e di sfere d'influenza che permettano l'investimento dei capitali, dal sistema dei prestiti internazionali, dal protezionismo economico, dalla preponderanza del capitale finanziario e dei grandi trust industriali nella politica internazionale. L'ultimo capitolo de L'accumulazione del capitale è dedicato, significativamente, al militarismo, il quale, secondo Rosa Luxemburg, non ha solo una rilevanza politica ma ha anche un significato economico ben preciso, in quanto costituisce "un mezzo di prim'ordine per la realizzazione del plusvalore, cioè come campo di accumulazione".
L'imperialismo nel suo insieme è dunque, secondo Rosa Luxemburg, "un metodo specifico di accumulazione" e in quanto tale è inseparabile dallo stesso capitalismo, costituendo l'ultima sua fase di sviluppo. Infatti, secondo Rosa Luxemburg, il capitalismo ha una necessità vitale di esercitare l'interscambio con le economie precapitalistiche, in particolare quelle dei paesi più arretrati; nello stesso tempo, il capitalismo tende a distruggere queste formazioni economiche e a sostituirsi sempre più a esse. Ma così facendo, il capitalismo prepara il momento in cui ogni sua ulteriore espansione diventerà impossibile: quando infatti non sussisteranno più economie e strati sociali non capitalistici, l'accumulazione del capitale non potrà più avere luogo. Tuttavia, Rosa Luxemburg ritiene che questo momento storico, in realtà, non sarà mai raggiunto, perché il capitalismo nella sua ultima fase esaspererà a tal punto l'antagonismo fra le classi sociali e il disordine economico e politico, da rendere inevitabili la rivoluzione proletaria su scala mondiale e il passaggio all'economia socialista.
L'analisi economica di Rosa Luxemburg è stata molto criticata fin dal suo apparire, anche (e forse soprattutto) da parte di altri economisti di orientamento marxista. Nel suo testo noto come l'Anticritica (scritto nel 1913 ma pubblicato postumo nel 1921) Rosa Luxemburg fece in tempo a rispondere ad alcune delle prime obiezioni a lei rivolte. Altre e più sostanziali critiche sarebbero state formulate negli anni successivi, spesso contrapponendo l'analisi dell'imperialismo fornita da Lenin a quella proposta dalla Luxemburg. Tuttavia molti sottolineano l'importanza storica del contributo della Luxemburg alla teoria economica, in quanto ella fu tra i primi economisti a porre l'accento sul problema della domanda, che divenne di cruciale rilevanza dopo la grande crisi del 1929; inoltre, si ritiene che Rosa Luxemburg abbia aperto la strada agli economisti che dopo di lei studiarono i rapporti economici fra le nazioni capitalistiche avanzate e i paesi ex coloniali; si ritiene infine che la Luxemburg abbia avviato un nuovo campo d'indagine nella valutazione dell'importanza economica del militarismo.

### "La rivoluzione russa. Un esame critico"

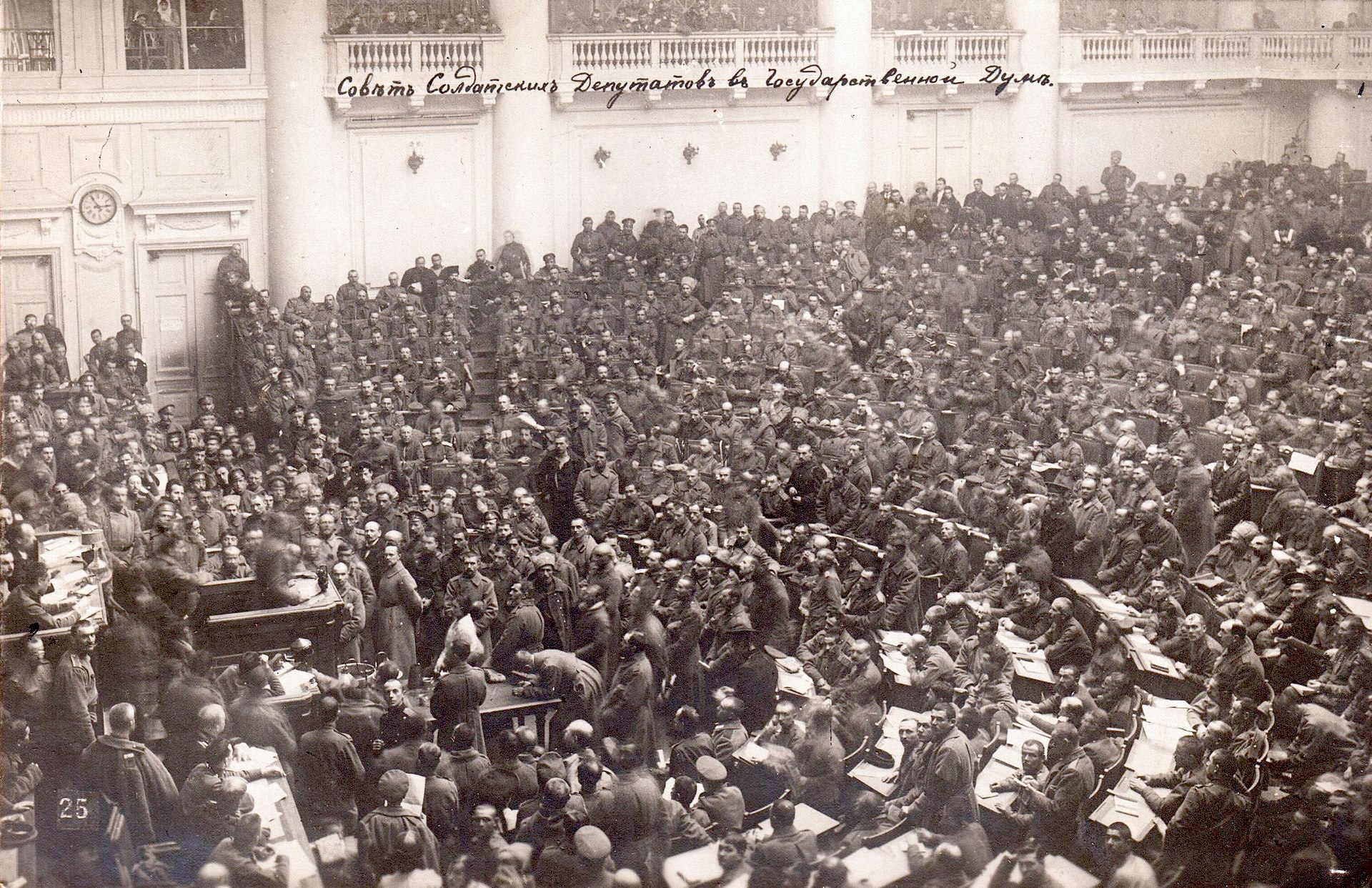
Il soviet di Pietrogrado riunito nel 1917.

La rivoluzione russa. Un esame critico è una breve opera scritta da Rosa Luxemburg durante la sua carcerazione nel 1918 e pubblicata postuma nel 1922.
In questo scritto la Luxemburg esalta il coraggio dei bolscevichi che in condizioni difficilissime, quasi disperate, hanno osato lanciare la parola d'ordine dell'insurrezione, e contrappone questo coraggio alla pusillanimità dei socialdemocratici tedeschi che si sono resi complici del militarismo del loro governo. Al contempo però sottopone a critica radicale le scelte politiche compiute da Lenin nei mesi successivi alla Rivoluzione d'ottobre.
Per Rosa Luxemburg, l'unica possibilità di salvezza per la rivoluzione è che il proletariato europeo, stimolato dall'esempio dei russi, si sollevi a sua volta, giacché non è possibile realizzare una società socialista in un solo paese, per di più arretrato come la Russia. Le politiche che i bolscevichi hanno adottato per ovviare alle conseguenti difficoltà, appaiono alla Luxemburg come inaccettabili in via di principio e comunque foriere di conseguenze nefaste per l'anima stessa del socialismo. Queste le parole, lucidamente anticipatrici, utilizzate dalla rivoluzionaria:
... Lenin sbaglia completamente nella ricerca dei mezzi: decreti, potere dittatoriale degli ispettori di fabbrica, pene draconiane, terrorismo, sono solo dei palliativi. L’unica via che conduce alla rinascita è la scuola stessa della vita pubblica, la più larga e illimitata democrazia, l'opinione pubblica. Proprio il regno del terrore demoralizza. Tolto tutto questo, che rimane in realtà? Lenin e Trotski hanno sostituito ai corpi rappresentativi eletti a suffragio universale i Soviet, come unica vera rappresentanza delle masse lavoratrici. Ma soffocando la vita politica in tutto il paese, è fatale che la vita si paralizzi sempre più nei Soviet stessi. Senza elezioni generali, senza libertà illimitata di stampa e di riunione, senza libera lotta di opinioni, la vita muore in ogni istituzione pubblica, diviene vita apparente ove la burocrazia rimane l'unico elemento attivo. La vita pubblica cade lentamente in letargo; qualche dozzina di capi di partito di energia instancabile e di illimitato idealismo dirigono e governano; tra loro guida in realtà una dozzina di menti superiori; e una élite della classe operaia viene convocata di quando in quando a delle riunioni per applaudire i discorsi dei capi e per votare all'unanimità le risoluzioni che le vengono proposte – è dunque in fondo un governo di cricca, una dittatura certamente, ma non la dittatura del proletariato, bensì la dittatura di un pugno di uomini politici, una dittatura nel significato borghese... C'è di più: una tale situazione porta necessariamente ad un inselvatichirsi della vita pubblica: attentati, fucilazioni di ostaggi, ecc.»

## Scritti principali
- Święto pierwszego maja [La festa del 1º maggio], Paris, 1892
- Niepogległa Polska i sprawa robotnicza [La Polonia indipendente e la causa operaia], Paris, 1895
- Die industrielle Entwicklung Polens [Lo sviluppo industriale della Polonia], Leipzig, Duncker & Humblot, 1898
- Sozialreform oder Revolution? [Riforma sociale o rivoluzione?], in «Leipziger Volkszeitung», nn. 219-225, 21-28 settembre 1898
- Miliz und Militarismus, in «Leipziger Volkszeitung», nn. 42-44, 20-22 febbraio 1899
- Sozialreform oder Revolution?, in «Leipziger Volkszeitung», nn. 76-80, 4-8 aprile 1899
- Sozialreform oder Revolution?. Mit einem Anhang: Miliz und Militarismus [Riforma sociale o rivoluzione?, con un'appendice: Milizia e militarismo], Leipzig, 1899
- Sozialreform oder Revolution?, 2ª ed. rivista e ampliata, Leipzig, 1908

### Edizioni italiane
- La questione polacca al Congresso internazionale di Londra, in «Critica sociale», 14, 16 luglio 1896.
- Lo sciopero generale, il partito e i sindacati, Milano, Libreria editrice Avanti!, 1919.
- Discorso-programma tenuto al congresso di fondazione del Partito comunista di Germania (Lega Spartacus), 29-31 dicembre 1918 a Berlino, Milano, Società editrice Avanti!, 1920.
- Lettere dal carcere, Milano, Avanti!, 1922.
- La rivoluzione russa, Milano, Avanti!, 1922.
- L'accumulazione del capitale, Milano, A. Minuziano, 1946.
- Replica a Lenin a proposito di centralismo e democrazia. Il testo integrale del saggio "Questioni di organizzazione della socialdemocrazia russa" 1904, Milano, Ed. Movimento operaio, 1957.
- La rivoluzione russa e questioni di organizzazione della socialdemocrazia russa, Roma, Opere nuove, 1959.
- L'accumulazione del capitale. Contributo alla spiegazione economica dell'imperialismo - Ciò che gli epigoni hanno fatto della teoria marxista. Una anticritica, Torino, Einaudi, 1960.
- Pagine scelte, Milano, Azione Comune, 1963.
- Scritti scelti, Milano, Avanti!, 1963; Torino, Einaudi, 1975.
- Lettere. 1915-1918, con Karl Liebknecht, Roma, Editori Riuniti, 1967.
- Scritti politici, Roma, Editori Riuniti, 1967.
- Introduzione all'economia politica, Milano, Jaca Book, 1970.
- Lo sciopero spontaneo di massa. Testi inediti in Italia della polemica tra Rosa Luxemburg, F. Mehring ed E. Vandervelde sullo sciopero generale in Belgio, Torino, Musolini, 1970.
- Scioperi selvaggi, spontaneità delle masse, Napoli, Edizioni della vecchia talpa, 1970.
- Lettere ai Kautsky, Roma, Editori Riuniti, 1971.
- Scritti sull'arte e sulla letteratura, Verona, Bertani, 1972.
- Lettere a Leo Jogiches, Milano, Feltrinelli, 1973.
- Riforma sociale o rivoluzione?, Roma, Editori Riuniti, 1973; Roma, Prospettiva, 1996. ISBN 88-8022-019-5; Roma, Alegre, 2005.
- Terrore, Caserta, Edizioni G.d.C, 1973.
- Rosa Luxemburg una vita per il socialismo, Milano, Feltrinelli, 1973.
- Questione nazionale e sviluppo capitalista, Milano, Jaca book, 1975.
- Lettere. 1893-1919, Roma, Editori Riuniti, 1979.
- Tra guerra e rivoluzione, Milano, Jaca Book, 1980.
- Ristagno e progresso nel marxismo, Napoli, Laboratorio politico, 1994.
- Il programma di Spartaco, Roma, Manifestolibri, 1995.
- La rivoluzione russa, Roma, Prospettiva edizioni, 1997. ISBN 88-8022-029-2.
- Lettere d'amore e d'amicizia (1891-1918), Roma, Prospettiva edizioni, 2003. ISBN 88-8022-094-2.
- Lettere contro la guerra (Berlino 1914-1918), Roma, Prospettiva edizioni, 2004. ISBN 88-8022-103-5.
- La Rivoluzione russa. Un esame critico; La tragedia russa, Bolsena, Massari, 2004. ISBN 88-457-0201-4.
- Scritti contro il terrorismo (1902-1905), Roma, Prospettiva edizioni, 2004. ISBN 88-8022-105-1.
- Un po' di compassione, Milano, Adelphi, 2007. ISBN 978-88-459-2221-3.
- ...So soltanto come si è umani. Lettere 1891-1918, Roma, Prospettiva edizioni, 2018. ISBN 978-88-855-620-11.
- La rivoluzione russa e Problemi di organizzazione della socialdemocrazia russa, Pisa, BFS, 2017. ISBN 978-88-89413-80-7.
- Socialismo, democrazia, rivoluzione. Antologia 1898-1918, con un saggio introduttivo di G. Liguori, Roma, Editori Riuniti, 2018. ISBN 978-88-359-8128-2.
- Per la rivoluzione, contro la guerra e il terrorismo, Reggello, Prospettiva edizioni, 2019 ISBN 978-888-556-204-2.
- Dappertutto è la felicità. Lettere di gioia e barricate, a cura di Eusebio Trabucchi, introduzione di Cristiano Armati, Roma, L'orma, 2019.
- Herbarium, a cura di Evelin Wittich, con un'introduzione di Holger Politt, traduzione di Massimo Ferraris, Roma, Elliot, 2024, ISBN 978-88-9276-374-6